# Orquestra Filharmònica Nacional de Varsòvia

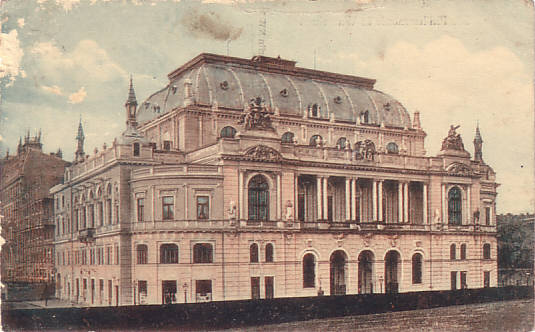
Sala Filharmònica de Varsòvia el 1918. L'edifici va ser completament destruït en un atac aeri alemany a Varsòvia el 1939. Després de la guerra es va construir una nova sala de concerts d’⁣estil popular.

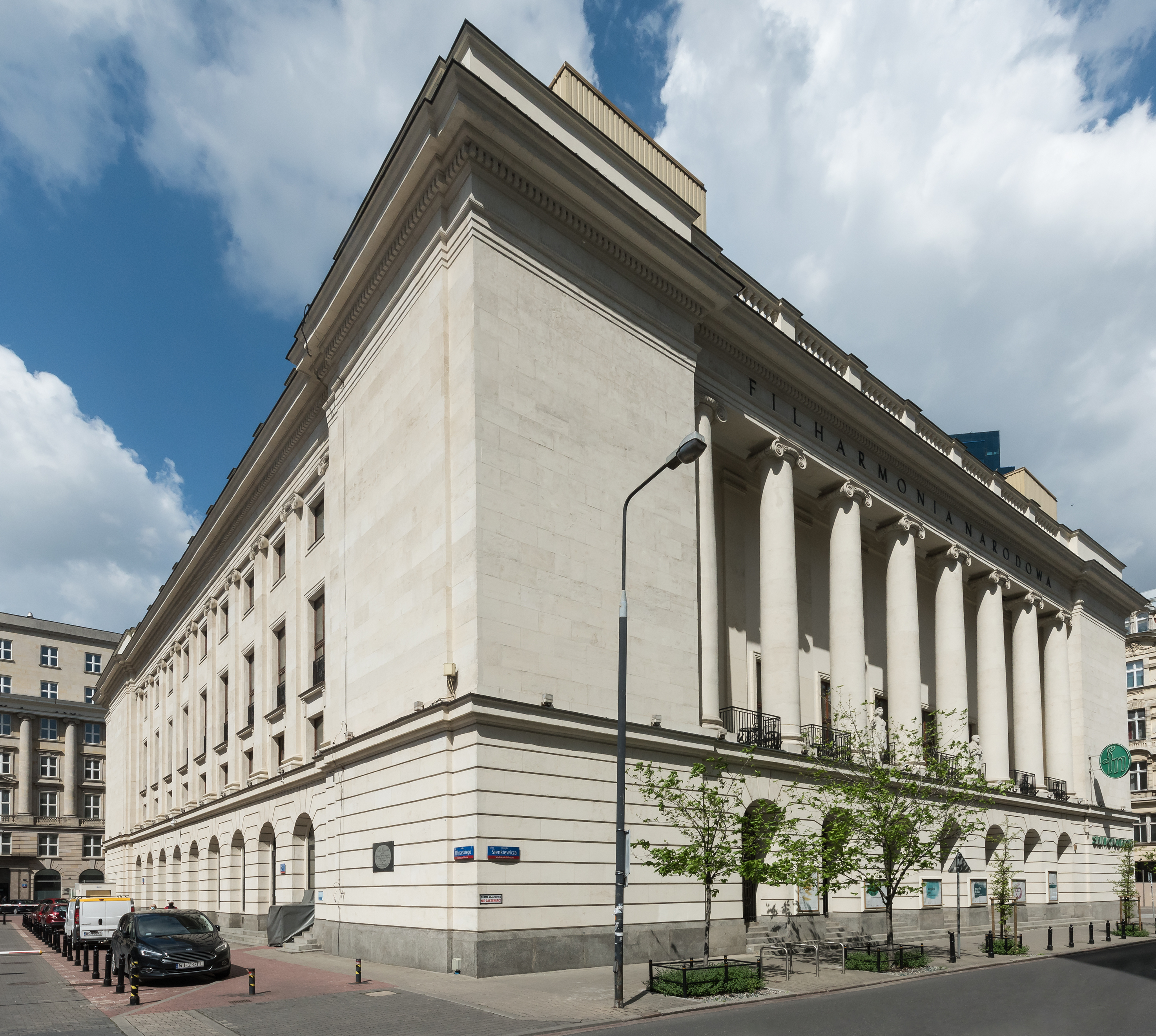
La Sala de Concerts Filharmònica de Varsòvia actualment. Es va recrear la columnata de l'elevació frontal sobre l’⁣arcada

L'Orquestra Filharmònica Nacional de Varsòvia (en polonès Orkiestra Filharmonii Narodowej w Warszawie) és una orquestra polonesa amb seu a Varsòvia. Fundada el 1901, és una de les institucions musicals més antigues de Polònia.

## Història
L'orquestra va ser concebuda per iniciativa d'una assemblea d'aristòcrates i financers polonesos, així com de músics. Entre 1901 i l'esclat de la Segona Guerra Mundial el 1939, diversos compositors virtuosos i directors van interpretar regularment les seves obres amb l'orquestra, com Edvard Grieg, Arthur Honegger, Ruggero Leoncavallo, Serguei Prokófiev, Serguei Rakhmàninov, Maurice Ravel, Camille Saint-Saëns, Richard Strauss i Ígor Stravinski. Entre els altres músics que van tocar amb la Filharmònica hi havia els pianistes Ignacy Jan Paderewski, Arthur Rubinstein, Vladimir Horowitz i Claudio Arrau, els violinistes Jascha Heifetz i Pablo Sarasate, i el violoncel·lista Pau Casals. La Filharmònica ha acollit el Concurs internacional de piano Chopin des que el concurs va començar el 1927, i també va participar al Concurs internacional de violí Wieniawski inaugural (1935) i al Festival Universal d'Art Polonès (1937).
L'orquestra va patir un eclipsi durant la Segona Guerra Mundial, durant la qual va perdre la meitat dels seus membres a causa de la guerra, així com el seu elegant edifici, que havia estat erigit i modelat a partir de l’⁣Òpera de París a principis del segle XX per Karol Kozłowski. L'any 1947, l'orquestra va reprendre la seva temporada regular, però va haver d'esperar fins al 1955 perquè finalment es reconstruís la seva casa, encara que amb un nou estil. Quan l'edifici es va construir el 21 de febrer, la Filharmònica va ser proclamada Orquestra Nacional de Polònia.
El director Witold Rowicki va ser l'encarregat d'ajudar a modernitzar el conjunt i d'assegurar que l'orquestra conreés la música polonesa tant antiga com recent, tal com ho representen les obres de Frédéric Chopin, Henryk Górecki i Witold Lutosławski, sense deixar de perfeccionar també el seu domini del repertori mundial. A casa, l'orquestra actua al Festival Internacional de Música Contemporània Tardor de Varsòvia a més d'acompanyar les rondes finals dels Concurs Internacional de Piano Chopin, mentre que a l'estranger ha recorregut els cinc continents amb l'aclamació de la crítica.

## Llista de directors musicals
- Emil Młynarski (1901–05)
- Zygmunt Noskowski (1906–08)
- Henryk Melcer-Szczawiński (1908–09)
- Grzegorz Fitelberg (1909–11)
- Zdzisław Birnbaum (1911–14, 1916–18)
- Roman Chojnacki (1918–38)
- Józef Ozimiński (1938–39)
- Olgierd Straszyński (1945–46)
- Andrzej Panufnik (1946–47)
- Jan Maklakiewicz (1947–48)
- Witold Rudziński (1948–49)
- Władysław Raczkowski (1949–50)
- Witold Rowicki (1950–55, 1958–77)
- Bohdan Wodiczko (1955–58)
- Kazimierz Kord (1977–2001), ara director honorari
- Antoni Wit (2002–2013)
- Jacek Kaspszyk (2013–2019)
- Andrey Boreyko (2019-present)